# La Bonneville-sur-Iton

La Bonneville-sur-Iton este o comună în departamentul Eure, Franța. În 1 ianuarie 2022 avea o populație de 2.045 de locuitori.